# Reinhard Feinendegen
Reinhard Feinendegen (* 2. Juni 1932 in Krefeld; † 5. April 2012) war ein deutscher Heimatforscher.

## Leben
Nach dem Abitur am Krefelder Gymnasium am Moltkeplatz studierte er in Köln, Freiburg und Bonn und absolvierte die philologische Staatsprüfung in den Fächern Englisch und Geschichte. 1961 promovierte er über den niederrheinischen Adel der Neuzeit und seinen Grundbesitz. 1962 nahm er den Schuldienst in seiner ehemaligen Schule auf. Von 1970 bis zu seiner Pensionierung war er Rektor des Gymnasiums Horkesgath in Krefeld.
Von 1976 bis 2009 war Feinendegen Vorsitzender des Krefelder Verein für Heimatkunde (seit 2009 Ehrenvorsitzender) und Schriftleiter des vom Verein herausgegebenen Jahrbuchs Die Heimat, das 1991 beim bundesweiten Wettbewerb für Heimatzeitschriften als beste deutsche Zeitschrift ausgezeichnet wurde.
Neben seinen Büchern verfasste er zahlreiche Artikel zur Heimat- und Kirchengeschichte. 
Er war seit 1953 Mitglied der katholischen Studentenverbindung KDStV Ascania Bonn im CV.

## Auszeichnungen
- 1984 Rheinlandtaler
- 1989 Bundesverdienstkreuz
- 2007 Stadtehrenplakette der Stadt Krefeld
- 2010 Niederrheinischer Literaturpreis

## Werke
- Der niederrheinische Adel der Neuzeit und sein Grundbesitz: Eine Untersuchung über die Moerser Drostenfamilie von Pelden gen. Cloudt (= Rheinisches Archiv. Bd. 55). Röhrscheid, Bonn 1961 (= Dissertation, Universität Bonn, 1960).
- Barackstil und Kleinhüttenallee. Van Acken, Krefeld 1990, ISBN 3-923140-44-4.
- 22. Juni 1943, als Krefeld brannte. Van Acken, Krefeld 1993, ISBN 3-923140-57-6.
- (hrsg. mit Hans Vogt) Krefeld – die Geschichte der Stadt. 5 Bände, Krefeld 1998–2010, ISBN 3-9804181-6-2, ISBN 3-9804181-7-0, ISBN 3-9808235-2-0, ISBN 3-9806517-9-7, ISBN 978-3-9808235-7-9.
- St. Matthias in Krefeld-Hohenbudberg. Neuss 2000, ISBN 3-88094-876-3.